# خوسي ميلان أستراي
خوسيه ميلان-أستراي إي تيريروس (بالإسبانية: José Millán Astray)‏ (5 يوليو 1879 - 1 يناير 1954) كان جنديًا إسبانيًا وأول قائد ومؤسس الفيلق الإسباني، وشخصًا بارزا في وقت مبكر من نظام فرانثيسكو فرانكو في إسبانيا.
كان ضابط معروفا بجسده المشوه خلال فترة وجوده في الجيش حيث فقد ذراعه اليسرى وعينه اليمنى وأصيب عدة مرات في الصدر والساقين.

## روابط خارجية
- خوسي ميلان أستراي على موقع IMDb (الإنجليزية)